# Anaplectoides suffusa
Anaplectoides suffusa är en fjärilsart som beskrevs av Tutt 1892. Anaplectoides suffusa ingår i släktet Anaplectoides och familjen nattflyn. Inga underarter finns listade i Catalogue of Life.